# ブルース・メルニック
ブルース・メルニック（英: Bruce Edward Melnick、1949年12月5日 - ）は、アメリカ合衆国の宇宙飛行士、アメリカ沿岸警備隊の中佐。NASAと沿岸警備隊を退職後、航空宇宙業界に転身し、ボーイングのIntegrated Defense Systems groupの関連会社の副社長となり、ケネディ宇宙センターの運用を担当した。2008年に引退し、現在はフロリダ州のメリット島に居住している。

## 生い立ちと教育
メルニックは1949年12月5日にニューヨーク市で生まれたが、フロリダ州クリアウォーターを故郷と考えている。1967年にクリアウォーター高校を卒業し、ジョージア工科大学に1年間通って、その後、1972年にアメリカ沿岸警備隊士官学校で工学の優等学士学位を取り、1975年にウェストフロリダ大学で航空システムの修士号を取った。2001年4月28日にウェストフロリダ大学から名誉博士号を授与された。

## 沿岸警備隊でのキャリア
メルニックはアメリカ沿岸警備隊で20年のキャリアを持ち、中佐まで昇進した。テキサス州グランドプレーリーの沿岸警備隊航空機プログラムオフィスでチーフテストパイロットを務め、HH-65 ドルフィンの開発のほとんどと承認試験の全ての試験飛行を行い、飛行マニュアルも執筆した。
沿岸警備隊在籍時に、2つのディフェンス・ディスティングシュドサービスメダル、2つの殊勲飛行十字章、Secretary of Transportation Heroism Award等、メルニックは多くの賞を受賞した。
1992年には、U.S. Coast Guard Academy Distinguished Alumni Awardを受賞した。主にSH-3 シーキング、シコルスキー S-62、HH-65 ドルフィン、T-38で、5000時間以上の飛行経験を持つ。1987年にNASAに選ばれ、1988年8月に宇宙飛行士となって、STS-41とSTS-49で宇宙を訪れた。彼は、宇宙を訪れた初めての沿岸警備隊の飛行士となった。1992年7月に沿岸警備隊とNASAを退任した。

## 航空業界でのキャリア
メルニックは、現在、ケネディ宇宙センターのBoeing Florida Operationsの副社長を務めている。この組織は、Boeing Integrated Defense Systems groupの一部門で、ボーイングのプログラムに様々な支援サービスを提供している。本部はフロリダ州タイタスビルで、約2400人の従業員が働いており、NASAや国防総省に対し、スペースシャトル、国際宇宙ステーション、デルタロケット等への技術、設備、メンテナンス等のサービスを提供している。また、メルニックは、フロリダ州内での新事業の追及も担当した。かつては、ケネディ宇宙センターで1600人の従業員を抱えるNASAとのペイロード地上運用契約のボーイング側副代表を務めていた。この契約には、スペースシャトルのミッションで打上げ前及び着陸後の、宇宙船やペイロードに関する全ての技術的及び設備的サポート及びメンテナンスが含まれていた。またこの部門は、NASA及びその請負業者に対し、国際宇宙ステーションのハードウェアの支援も提供していた。
ボーイング（当時はマクドネル・ダグラス）に入社する前の1994年から1996年まで、かつてロッキード・マーチンの一部門だったユナイテッド・スペース・アライアンスのShuttle Engineeringのディレクターを務めていた。1992年から1994年までは、Lockheed Space Operations CompanyのProcess Improvement Technologyのディレクターを務めていた。